# Primo Ministro del Gabinetto Imperiale
La carica di Primo Ministro del Gabinetto Imperiale fu creata l'8 maggio 1911, durante la tarda dinastia Qing, come parte dei tentativi falliti del governo imperiale di creare una monarchia costituzionale in Cina.

## Storia
Nei primi anni del 1900, il governo Qing iniziò a implementare la riforma costituzionale in Cina per prevenire una rivoluzione. Le riforme includevano la bozza della Costituzione imperiale approvata nel 1908, che ordinava che le elezioni per le assemblee provinciali si dovessero tenere entro un anno. Nel maggio 1911, il governo sostituì il Gran consiglio con un gabinetto di tredici membri, guidato dal principe Qing, che fu nominato Primo Ministro del Gabinetto imperiale. Tuttavia, il gabinetto includeva nove Manciù, sette dei quali erano membri del clan imperiale. Questo "Gabinetto dei principi" era impopolare tra la gente ed era visto come una misura reazionaria, essendo descritto a un certo punto come "il vecchio Gran Consiglio sotto il nome di un gabinetto, l'autocrazia sotto il nome di costituzionalismo".
Quando scoppiò la rivolta di Wuchang nel novembre 1911, la corte imperiale convocò il generale Yuan Shikai per comandare l'esercito Beiyang e sedare la rivoluzione. Fu nominato primo ministro il 2 novembre 1911, poco dopo le dimissioni del principe Qing. Rimase in quella carica fino al marzo 1912, quando negoziò con l'imperatrice vedova Longyu l'abdicazione dell'imperatore Xuantong. 
La carica fu brevemente ripristinata nel luglio 1917 durante il tentativo di Zhang Xun di restaurare la monarchia Qing, ma egli la mantenne solo per alcuni giorni prima che Pechino venisse riconquistata dalle forze repubblicane.

## Elenco dei primi ministri
| No.                         | Ritratto | Nome (nascita-morte)    | Mandato         | Mandato          | Mandato    | Imperatore (regno)          |
| No.                         | Ritratto | Nome (nascita-morte)    | Inizio          | Fine             | Durata     | Imperatore (regno)          |
| --------------------------- | -------- | ----------------------- | --------------- | ---------------- | ---------- | --------------------------- |
| 1                           |          | Yikuang (1838–1917)     | 8 maggio 1911   | 1º novembre 1911 | 177 giorni | Xuantong (1908–1912)        |
| 2                           |          | Yuan Shikai (1859–1916) | 2 novembre 1911 | 10 marzo 1912    | 129 giorni | Xuantong (1908–1912)        |
| Ufficio abolito (1912–1917) |          |                         |                 |                  |            |                             |
| 3                           |          | Zhang Xun (1854–1923)   | 1º luglio 1917  | 12 luglio 1917   | 11 giorni  | Xuantong (non riconosciuto) |